# Залазье (Витебская область)
Залазье — деревня в Толочинском районе Витебской области Белоруссии. Входит в состав Славненского сельсовета.

## История
1821 г. — деревня в составе имения Глинники в Могилевском уезде Могилеской губернии. По Высочайшему повелению, за неплатеж владельцем Шостаком Гос.Заемн.Банку 11 000 руб. принято было в казенное владение.
с 16.01.1822 г. по 1.11.1824 г. — отдана в аренду, вместе со всем имением Глинники помещику Фаддею Подберезскому с условием, что все действия в имении должны согласовываться с казной.
1846 г. — деревня состояла из 13 дворов: 39 мужчин и 51 женщина. В деревне располагается корчма, а крестьяне переходят на оброчное положение.
1910 г. — 26 дворов (71 мужчина и 65 женщин). Входила в состав Глинниковского сельского общества. Территориально относилась к Молявковской православной церкви Михаила Архангела.
1925 г. — 39 дворов

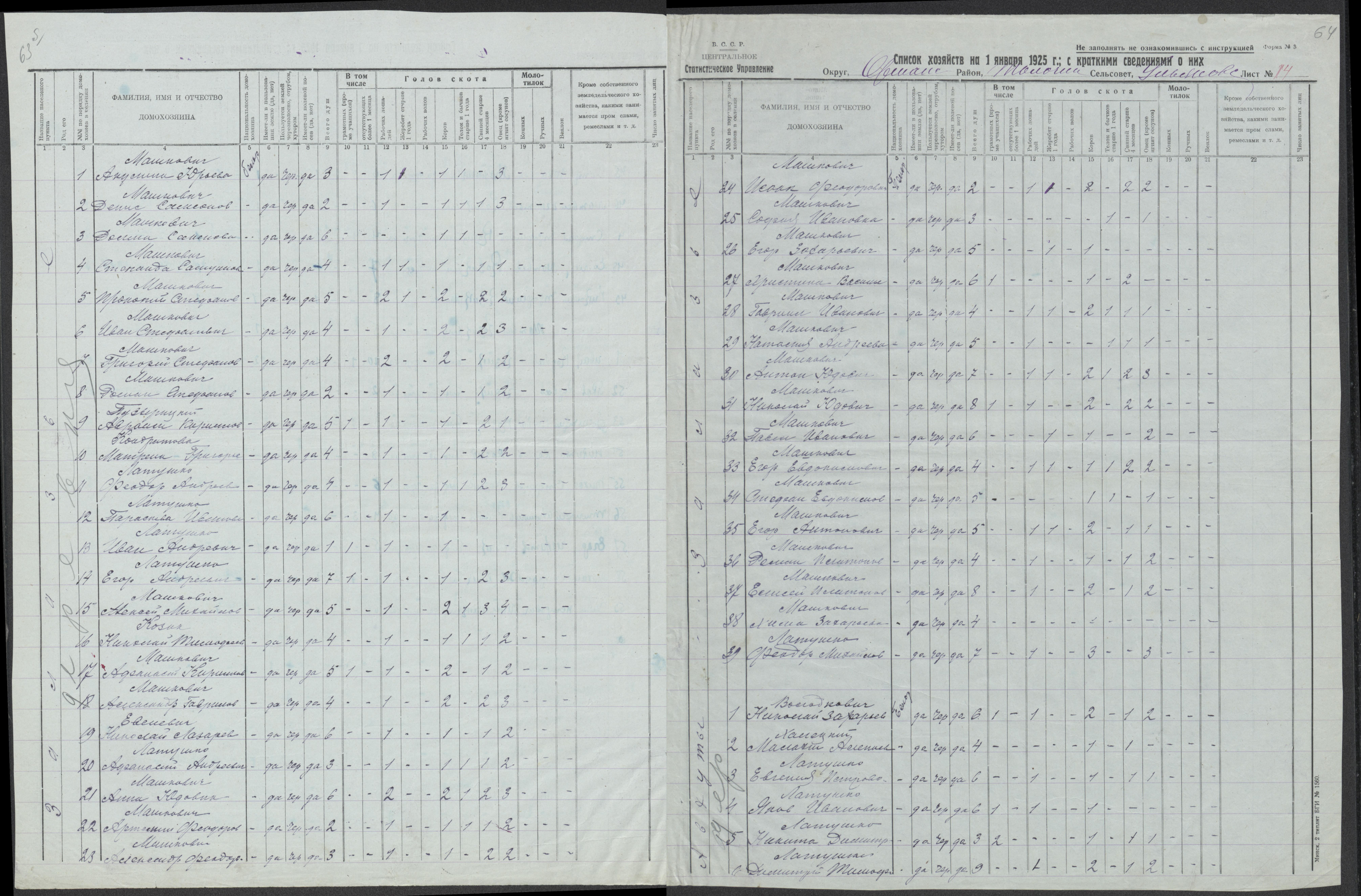
д. Залазье. Список хозяйств на 1 января 1925 г.; с краткими сведениями о них.

2009 год — население деревни — 19 чел.